# Jacques Scherer
Pour les articles homonymes, voir Scherer.
Jacques Scherer, né le 24 février 1912 à Paris où il est mort le 4 juin 1997, est un professeur de lettres universitaire français.
Le prix Jacques-Scherer pour le théâtre est décerné en sa mémoire.

## Biographie
Normalien en 1934, Jacques Scherer est agrégé de lettres en 1936.
Pendant la guerre, il vit à New York où il est journaliste à l'hebdomadaire en français Pour la victoire et commentateur à la radio La Voix de l'Amérique.
Docteur d'État en 1946, il est professeur à l'université de Nancy de 1948 à 1954. Élu à la Sorbonne en 1954, comme professeur de littérature française, il obtient en 1956 la transformation de sa chaire de littérature française en chaire d'histoire et technique du théâtre français. Il fait acheter par la Sorbonne la bibliothèque du metteur en scène Gaston Baty autour de laquelle il crée en 1959 l'Institut d'études théâtrales avec Raymond Lebègue.
En 1973, il est détaché à l'université d'Oxford dans la chaire de littérature française Maréchal Foch, jusqu'en 1979.
Il revient enseigner à l'université Paris-III et prend sa retraite en 1983.

## Publications

### Ouvrages
- 1945 : Beaumarchais, Théâtre, introd. et notes, éditions de l'Arbre, Montréal
- 1946 : Corneille, Rodogune, édition critique, Droz, Paris (thèse complémentaire)
- 1947 : L'Expression littéraire dans l'œuvre de Mallarmé, Droz, Paris (thèse principale)
- 1950 : Rotrou, Cosroès, édition critique, Didier (Société des textes français modernes), Paris
- 1950 : La Dramaturgie classique en France, Nizet, Paris
- 1954 : La Dramaturgie de Beaumarchais, Nizet, Paris ; 1980, nouvelle édition augmentée d'un chapitre « La scène de stupéfaction du Barbier de Séville », Nizet, Paris ; 1989, 4e édition, Nizet, Paris
- 1957 : Le Livre de Mallarmé, premières recherches sur des documents inédits, Gallimard, Paris ; 1978, nouvelle édition augmentée
- 1967 : Racine, Bajazet, Centre de Documentation Universitaire, Paris
- 1964 : En suivant Molière, Club du livre, Philippe Lebaud, Paris
- 1965 : Molière, Tartuffe, Histoire et structure, Centre de documentation universitaire, Paris
- 1966 : Beaumarchais, Le Mariage de Figaro, édition avec analyse dramaturgique, Sedes, Paris — Structures de  Tartuffe, Sedes, Paris ; 1974, 2e édition revue et augmentée, Sedes, Paris
- 1967 : Sur le Dom Juan de Molière, Sedes, Paris
- 1972 : Le Cardinal et l'orang-outang, essai sur les inversions et les distances dans la pensée de Diderot, Sedes, Paris
- 1974 : En suivant Corneille, Club du livre, Philippe Lebaud, Paris
- 1975 : Théâtre et anti-théâtre au XVIIIe siècle, an inaugural lecture delivered before  the University of Oxford, Clarendon Press, Oxford ; Théâtre du XVIIe siècle, Gallimard, Pléiade, Paris, tome 1, textes choisis, établis, présentés et annotés par Jacques Scherer
- 1977 : Grammaire de Mallarmé, Nizet, Paris
- 1982 : Racine et/ou la cérémonie, Presses universitaires de France, Paris (prix Bordin 1983 de l'Académie française) — Beaumarchais, Le Barbier de Séville et Jean Bête à la foire, Gallimard (Folio), Paris
- 1984 : Le Théâtre de Corneille, Nizet, Paris
- 1987 : Dramaturgies d'Œdipe, Presses universitaires de France, Paris (prix Bordin 1988 de l'Académie française)
- 1992 : Le Théâtre en Afrique noire francophone, Presses universitaires de France, Paris
- 1994 : Dramaturgies du vrai-faux, Presses universitaires de France, Paris
- Inédit : L'Espace théâtral
- Sans date[2] : La Dramaturgie : méthodes et perspectives : la dramaturgie au XVIIe siècle en France : étude du métier d'une génération. La Dramaturgie de Beaumarchais : étude du métier d'un auteur dramatique, Centre européen universitaire, Nancy

### Ouvrages en collaboration
- 1954-1956 : Molière, Œuvres complètes, 3 volumes, Club du meilleur livre, Paris ; avec René Bray
- 1958 : Histoire des littératures, Gallimard, Pléiade, Paris — T. 3 : Littératures  françaises connexes et marginales, la littérature sous Henri IV et Louis XIII suivi de La Littérature sous Louis XIV
- 1962 : Jean-Jacques Rousseau, Œuvres complètes, Gallimard, Pléiade, Paris, t. 2
- 1973 et 1978 : Textes d'esthétique théâtrale, Sedes, Paris, 2 vol. ; avec Martine de Rougemont
- 1974 : Racine, Bérénice, édition avec analyse dramaturgique, Sedes, Paris
- 1979 : Du rituel à la scène chez les Bassa du Cameroun, Nizet, Paris ; avec Marie-José Hourantier et Werewere Liking
- 1982 : Esthétique théâtrale, textes de Platon à Brecht, Nizet, Paris ; avec Martine de Rougemont et Monique Borie
- 1986 : Théâtre du XVIIe siècle, Gallimard, Pléiade, Paris, t. 2 ; avec Jacques Truchet
- 1987 : Le Théâtre classique, PUF, coll. « Que sais-je ? », Paris ; avec Colette Scherer ; 1993 : 2e éd. revue et augmentée
- 1988 : Le Théâtre en France sous la dir. de J. de Jomaron, t. 1 du Moyen Âge à 1789, Colin, Paris
- 1990 : Quand le Dieu Rama joue à Bénarès, avec Christiane Tourlet, Cahiers Théâtre Louvain

### Préfaces
- 1964 : Marivaux, Théâtre complet, éditions du Seuil, coll. « L'Intégrale », Paris — Molière, Théâtre complet, Club du livre, Paris
- 1969 : Mallarmé, Divagations, Librairie Saint Germain-des-Prés, Paris